# Williamstown (Vermont)
Williamstown és una població dels Estats Units a l'estat de Vermont. Segons el cens del 2000 tenia 3.225 habitants.

## Demografia
Segons el cens del 2000, Williamstown tenia 3.225 habitants, 1.248 habitatges, i 889 famílies. La densitat de població era de 31 habitants per km².
Dels 1.248 habitatges en un 34,1% hi vivien nens de menys de 18 anys, en un 58,7% hi vivien parelles casades, en un 8,4% dones solteres, i en un 28,7% no eren unitats familiars. En el 21,3% dels habitatges hi vivien persones soles el 7,8% de les quals corresponia a persones de 65 anys o més que vivien soles. El nombre mitjà de persones vivint en cada habitatge era de 2,58 i el nombre mitjà de persones que vivien en cada família era de 3,01.
Per edats la població es repartia de la següent manera: un 26,2% tenia menys de 18 anys, un 7% entre 18 i 24, un 32,5% entre 25 i 44, un 24,5% de 45 a 60 i un 9,8% 65 anys o més.
L'edat mediana era de 36 anys. Per cada 100 dones de 18 o més anys hi havia 98,4 homes.
La renda mediana per habitatge era de 38.929 $ i la renda mediana per família de 45.859 $. Els homes tenien una renda mediana de 29.635 $ mentre que les dones 22.378 $. La renda per capita de la població era de 17.720 $. Entorn del 5,9% de les famílies i el 8% de la població estaven per davall del llindar de pobresa.